# Nyom (kriminalisztika)
A nyom a bűncselekmény elkövetésének folyamatában a nyomképző tulajdonságainak a vizsgált cselekmény eseményeivel kölcsönhatásban létrejött visszatükröződése.
Nyomképző tárgynak nevezzük azt, amely az elkövetés helyszínén visszatükröződik; a nyomhordozó tárgy pedig az, amely az elkövetés helyszínén visszatükröz.

## Nyomok osztályozása

### Nyomképződés szerint
- kéz-, láb-, homlok-, orr-, áll-, ajak-, köröm-, fognyom
- fedett- és fedetlen testrészek nyomai
- eszköz, gép, közlekedési eszköz nyomai
- egyéb nyomok

### Nyomok keletkezésében jelentkező hatások szerint
- mechanikus (ütés, szúrás, vágás)
- termikus (hőhatás)
- vegyi
- fotokémiai
- statikus
- dinamikus
- vegyes
- összetett hatásnak kitett

### A nyomhordozó szerint
- térfogati nyom
- domborzati nyom
- háromdimenziós nyom
- felületi nyom
- kétdimenziós nyom.

## Nyomrögzítő eljárások
- leírása
- rögzítése fényképezéssel
- eredetben való rögzítés
- fóliapapíron rögzítés
- rajz, vagy megmintázás (fantomkép).

## Nyomrögzítés szabályai
- minden észlelt nyomot rögzíteni kell
- mindig többfajta nyomrögzítő eljárást kell alkalmazni (először azt az eljárást kell alkalmazni, amely nem okozza a nyom elváltozásását)
- a nyomba tilos nyomképző tárgyat beleilleszteni
- a nyomot mindig eredetben kell rögzíteni
- a nyom felkutatását mindig a helyszíni szemle során kell végrehajtani
- a helyszíni szemle során mérethelyes vázlatot, vagy kisméretarányi térképet kell használni, a nyomokat ezen kell bejelölni

## Levonható következtetések
- az elkövetés módja: Megállapítható, hogy mit vittek el a helyszínről, a nyomokat eltüntették -e, más helyszínt állítottak -e be, mint az eredeti helyszín volt. Leírhatóak az uralkodó időjárási viszonyok, hogy milyen és mennyi nyom található, a nyomok elhelyezkedése, hogy nyomkövetésre alkalmas-e a nyom (forró nyom), milyen a behatolás, érkezés, távozás útvonala.
- az elkövető személye: Az elkövető mozgása a helyszínen, mihez ért hozzá, mit fogott meg, ismerős volt-e a helyszínen, mennyi ideig tartózkodott ott, mikor követték el a bűncselekményt, hány személy volt, volt-e munkamegosztás, az elkövető neme, kora, fizikuma, jobb-, vagy balkezessége, egészségügyi állapota, szakismerete.

## Ujjnyom azonosítás tételei
- az emberi bőr fodorszálainak rajzolata változatlan marad
- az emberi bőr fodorszálainak rajzolata egyedi és nem ismétlődő
- a bőrfodorszálak sajátosságai osztályba sorolhatók
- a bőrfodorszálak rajzolata leképezhető

### Ujjlenyomat láthatóvá tétele
Alkalmazható eszközök: előhívóporok, helyszíni jódgőzölő berendezés, polaroid ujjnyom-fényképezőgép, poliészter füstölőrúd, argentorátorpor, grafitpor, gázkorom, keményítő+jód, ólomoxid, cinkoxid, rézoxid, vasoxid, ezüst-nitrát, ninhidrines, ozmium-tetroxid.

## Lábnyomcsapás
A lábnyomcsapás értékelése során fontos információk tudhatók meg az elkövetőről, az elkövetés módjáról.
- megállapítható adatok: a lábnyomcsapás irányvonala, talptengely, járásvonal, lépéshossz, lépés szélessége
- levonható következtetések: testi fogyatékosság (sántítás), az okozó neme, súlya, az okozó cipelt-e valamit, személy gyorsasága, elkövetők száma, helyszín megközelítésének iránya

## Gumiabroncs-nyom
A nyom értékelésénél megállapítható:
- első és a hátsó kerék fesztávolsága
- egy tengelyen lévő kerekek nyomközépvonalainak távolsága
- kerekek száma
- tengelytávolság
- gépjármű fajtája, típusa
- gépjármű állapota, a menetirány
- logikai úton következtetni lehet a cselekmény lezajlására
- esetlegesen előforduló egyedi azonosítási pontok ( sérülés a gumiköpenyen )